# Bec des céphalopodes
Pour les articles homonymes, voir bec.

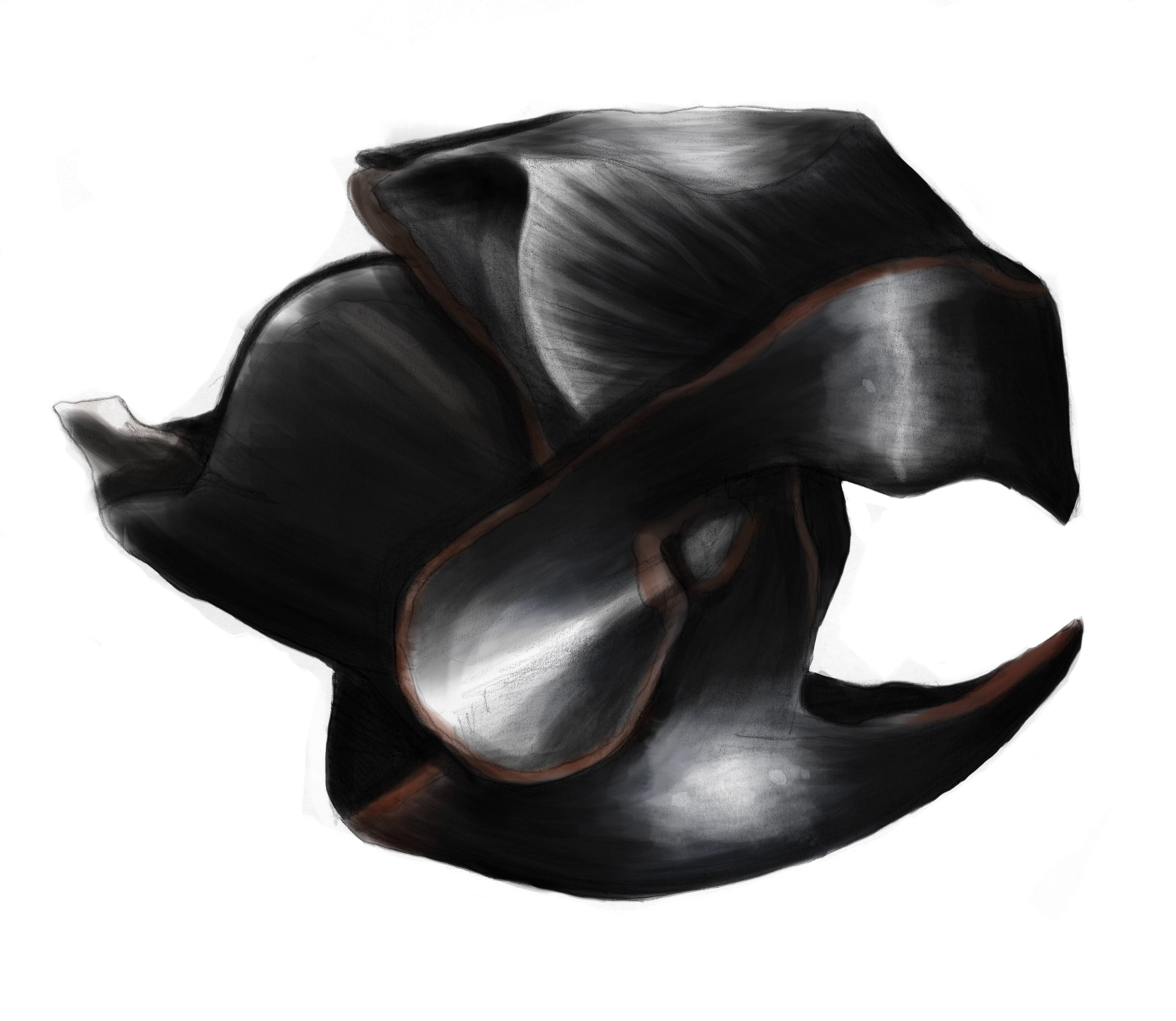
Croquis du bec chitineux d'un calmar colossal.

Le bec chitineux des céphalopodes, appelé aussi rostrum ou rostre,  est une pièce anatomique à l'extrémité de l'orifice buccal des céphalopodes. Formé de deux mandibules, ce bec ressemble à ceux des Psittaciformes, mais la partie inférieure chevauche la partie supérieure. Extrêmement dur à son extrémité tranchante, il est difficile à rayer et couper et il a aussi la curiosité d'être élastique. Il est indépendant de la radula que possède tous les Mollusques (sauf les Lamellibranches).
La composition chimique du bec n'est pas la même de la partie fixée sur les tissus musculaires au côté tranchant. La rigidité de cet organe est fonction de rapports différents en chitine, en eau, en une molécule nommée DOPA et en protéines enrichies en histidine, un acide aminé. Le bord tranchant contient également du carbonate de calcium.

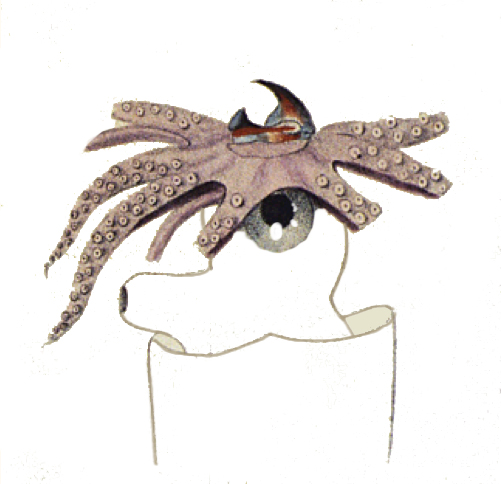
Croquis de la tête d'un Taonius pavo.

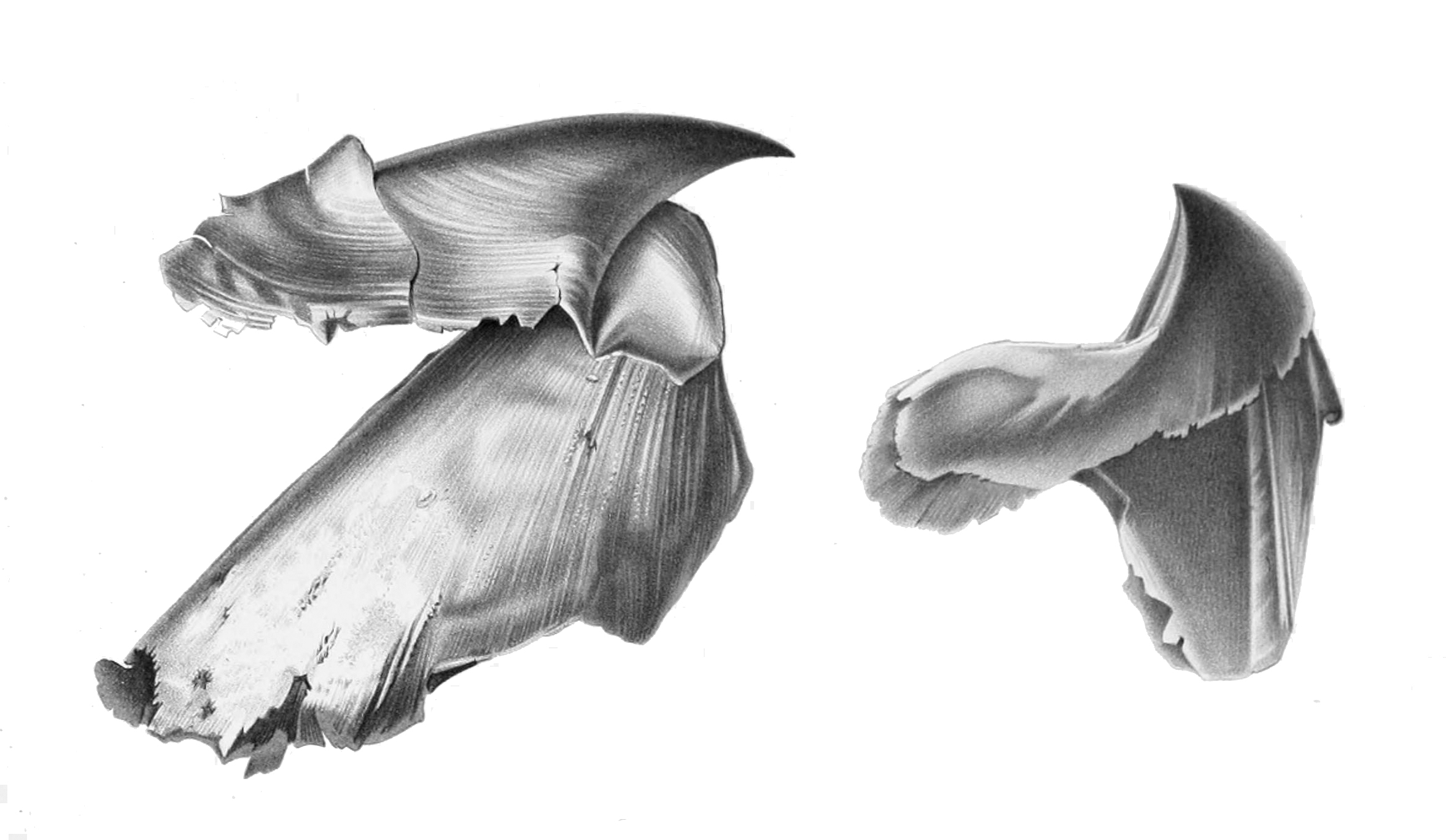
Les deux mandibules d'un calmar géant.

Les cétacés qui consomment des céphalopodes ont souvent des becs dans l'estomac, où ils se digèrent mal. C'est d'ailleurs l'examen de ces becs qui porta à croire en l'existence des calmars géants. Les becs ont également une grande valeur paléontologique ; en effet comme les tissus mous se conservent très mal, les fossiles découverts sont essentiellement des becs. On dénombre plus de 10 000 formes de fossiles céphalopodes, dont vraisemblablement un bon nombre de calmars.